# Granfingersvamp
Granfingersvamp (Ramaria eumorpha) är en svampart som först beskrevs av Petter Adolf Karsten, och fick sitt nu gällande namn 1950 av Edred John Henry Corner. Enligt Catalogue of Life ingår Granfingersvamp i släktet Ramaria,  och familjen Gomphaceae, men enligt Dyntaxa är tillhörigheten istället släktet Ramaria,  och familjen Ramariaceae. Arten är reproducerande i Sverige. Inga underarter finns listade.